# Gustav Adolf Kenngott

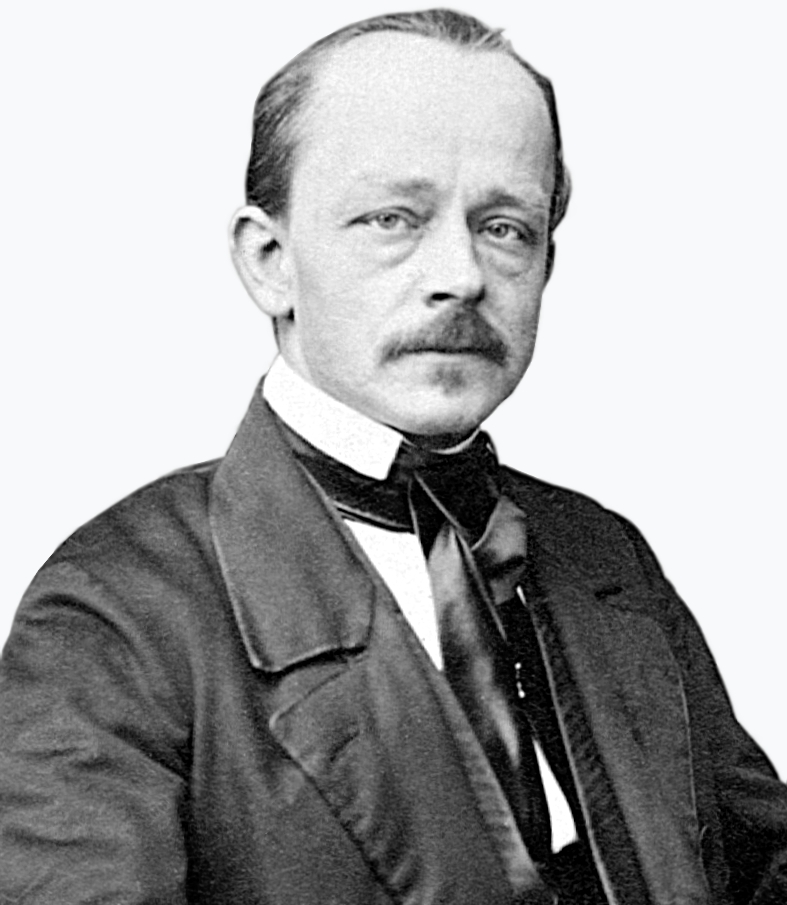
Gustav Adolf Kenngott

Gustav Adolf Kenngott (* 6. Januar 1818 in Breslau; † 4. März 1897 in Lugano; Namensvariante Johann Gustav Adolph Kenngott) war ein Mineraloge.

## Leben
Der Vater war Handschuhmachermeister und stammte aus Reutlingen. Von 1830 bis 1838 besuchte Gustav Adolf Kenngott das Breslauer Maria-Magdalenen-Gymnasium. Er studierte ab 1838 Naturwissenschaften an der Universität Breslau. 1842 wurde er zum Doktor der Philosophie promoviert. 
Von 1844 bis 1850 arbeitete er als Privatdozent an der Universität Breslau. Von 1850 bis 1852 war er als Lehrer an der Oberrealschule von Bratislava. Es schloss sich eine Tätigkeit als Kurator der Mineraliensammlungen des k.k. Hofmineraliencabinets in Wien von 1852 bis 1856 an. 
Von 1857 bis 1893 war er gleichzeitig Ordinarius für Mineralogie an der ETH Zürich und an der Universität Zürich. Von 1875 bis 1881 war er Rektor des Poly, wie die ETH Zürich damals noch hieß. 
Gustav Adolf Kenngott war seit 1852 Mitglied der Leopoldina sowie Mitglied der Bayerischen Akademie der Wissenschaften und der Russischen Akademie der Wissenschaften (St. Petersburg). Er war Mitglied der Gesellschaft Deutscher Naturforscher und Ärzte.

## Wirken
Gustav Adolf Kenngott erwarb sich Verdienste bei der Entwicklung der Petrologie und der Mineralogie zu modernen Naturwissenschaften. Der Schwerpunkt seiner Arbeiten lag in systematischen mineralogischen Untersuchungen im Karpatenraum. Er ist der Verfasser mehrerer Lehrbücher der Petrographie und Mineralogie sowie Erstbeschreiber mehrerer neu entdeckter Minerale wie den Akanthit, Enstatit, Grunerit, Hydrozinkit, Piemontit, Milarit und Pilsenit. Zudem prägte er für verschiedene Minerale die bis heute gültigen Namen wie unter anderem Freibergit, Galenit und Hemimorphit.

## Schriften
- Tabellarischer Leitfaden der Mineralogie Zürich 1859.
- Elemente der Petrographie: zum Gebrauche bei Vorlesungen und zum Selbststudium, Leipzig 1868.
- Elementare Mineralogie: besonders zum Zwecke des Selbststudiums leicht fasslich dargestellt, Stuttgart 1890
- Lehrbuch der Mineralogie: zum Gebrauche beim Unterricht an Schulen und höheren Lehranstalten. Darmstadt
- v. Kurr's Mineralreich in Bildern, Zürich 1878. Überarbeitung der 3. Auflage (online verfügbar als PDF 3,5 MB)